# Świat magii czarownic
Świat magii czarownic – zbiór opowiadań fantasy amerykańskiej pisarki Andre Norton, wydany przez oficynę ”Pomorze” w 1990 r. Opowiadania tam zebrane pochodzą z dwóch tomów: Spell of the Witch World (1972) i Lore of the Witch World (1980). Utwory przetłumaczył Jarosław Kotarski, a posłowie napisał Tadeusz Zysk.

## Zawartość tomu
- Bursztyn z Quayth (Amber out of Quayth 1972),
- Kowal marzeń (Dream Smith 1972),
- Srebrna smocza łuska (Dragon Scale Silver 1972),
- Miecz niewiary (Sword of Unbelief 1977),
- Pajęczy jedwab (Spider Silk 1976),
- Siostra piasku (Sand Sisters 1979),
- Sokola krew (Falcon Blood 1979),
- Dziedzictwo Moczarów Sorn (Legacy from Sorn Fen 1972),
- Ropuchy z Grimmerdale (The Toads of Grimmerdale 1973),
- Odmieniec (Changeling 1980).